# 嬉野中川新町
嬉野中川新町（うれしのなかがわしんまち）は、三重県松阪市の町名。一丁目から四丁目まである。

## 地理
松阪市北部の嬉野地域（旧・嬉野町域）に位置する。町域は元々嬉野中川町・嬉野野田町に属していたが、1990年から2007年にかけて新市街地整備を目的とする土地区画整理事業が行われた際に、両町の一部を分離させる形で制定された。町内にはマンション・アパートなどの共同住宅が立地している。
町内を南北に走る近鉄の線路と、東西に走る三重県道413号・三重県道30号に沿って町内は4つの丁目に区切られており、北西に一丁目、北東に二丁目、南東に三丁目、南西に四丁目が位置する。
北・西・南を嬉野中川町に囲まれており、西側で嬉野野田町と接している。

### 地区計画
一丁目の一部を除く町内を対象として、中川駅周辺地区地区計画が制定されている。先述の通り、この町内一帯は土地区画整理事業の施行区域であったが「事業施工後の無計画な市街地形成が予測される」という理由で「市街化を計画的に誘導し、良好な市街地形成を図る」ことを目的として制定された。そのため、この地区計画の対象区域は土地区画整理事業の対象区域と一致している。
地区計画の対象区域面積は50.6haとなっており、これを「低層専用住宅地区」「中低層住宅地区」「沿道サービス地区」「広域核地区」「近隣商業地区」「駅西商業地区」の6つに区分している。このうち、駅西商業地区を除く5つの地区には建築物の高さの最高限度が設定されているほか、6つ全ての区域において、道路の境界線から建築物の外壁までの距離を1メートル以上とするよう定められている。

### 小・中学校の学区
市立の小学校・中学校に通学する場合、学区は以下の通りとなる。
| 町名         | 地域 | 小学校     | 中学校     |
| ------------ | ---- | ---------- | ---------- |
| 嬉野中川新町 | 全域 | 中川小学校 | 嬉野中学校 |

## 交通

### 鉄道
町内に近畿日本鉄道の伊勢中川駅が所在する。伊勢中川駅には近鉄名古屋線・近鉄大阪線・近鉄山田線の三路線が乗り入れており、甲特急、名阪特急、しまかぜを除く定期旅客列車は全て停車するターミナル駅となっている。

### 路線バス
町内に、嬉野地区コミュニティバス・三雲地区コミュニティバス・津市コミュニティバスが乗り入れている。三重交通バスや鈴の音バスの乗り入れは無い。